# Herb Galicji i Lodomerii

Herb Galicji i Lodomerii

Stary herb Galicji

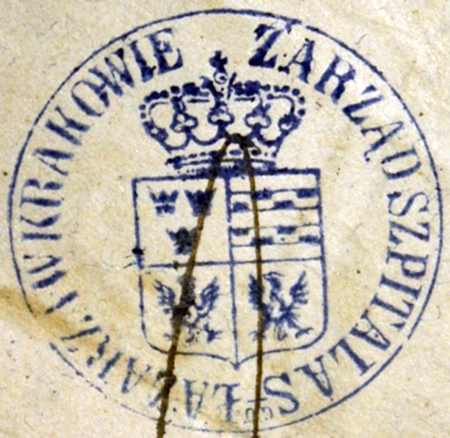
Herb Galicji i Lodomerii na pieczęci szpitala Św. Łazarza w Krakowie z pierwszych lat XX wieku

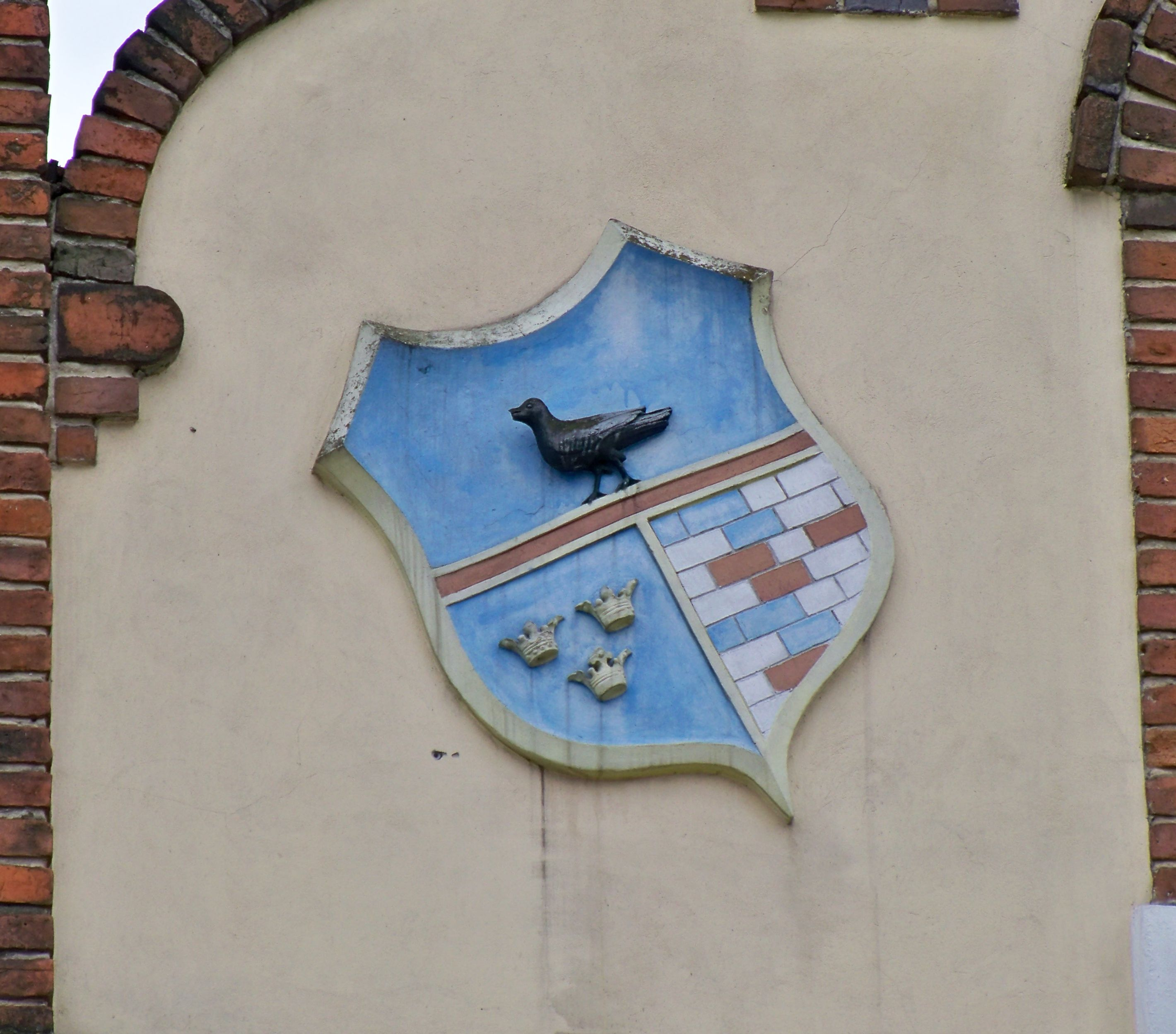
Herb Galicji w Sokołowie Małopolskim

Herb Galicji i Lodomerii istniał w kilku wersjach, a jego początki datuje się już na wiek XVI, choć według oficjalnej terminologii jego początki sięgają średniowiecza.
Pierwszą wersję, wprowadzoną na ziemiach zajętych w wyniku I rozbioru Polski, węgierska kancelaria nadworna ustaliła oficjalnie w październiku 1772. Herb Galicji przedstawiał trzy złote korony w błękitnym polu, natomiast herb Lodomerii dwie srebrno-czerwono sześciokrotne szachowane belki, także w polu błękitnym. Trzy korony, spotykane także w heraldyce zachodnioeuropejskiej są identyfikowane z herbem kapituły krakowskiej z końca XIII wieku, utożsamianym z kolei z herbem archidiecezji krakowskiej. Szachownica Lodomerii, znana od XVI wieku, nie ma uzasadnienia źródłowego, prawdopodobnie jest więc dziełem kancelarii cesarskiej. Obydwa po raz pierwszy pojawiły się na pieczęciach majestatycznych cesarzy i królów węgierskich z dynastii Habsburgów w XVI wieku (począwszy od Ferdynanda I) – były to tzw. herby roszczeniowe do średniowiecznych księstw – Halickiego i Wołyńskiego.
Oba herby połączono początkowo na tarczy dwudzielnej w słup: w polu prawym Galicja, w polu lewem Lodomeria – tarczę zwieńczyła korona królewska. Pojawiły się również na rewersach monet 15 i 30 krajcarów, wybijanych w latach 70. XVIII wieku.
W 1782 cesarz Józef II Habsburg wprowadził nowy herb na czwórdzielnej tarczy – w polu 1 i 2 Galicję i Lodomerię, a w polach 3 i 4 herby symbolizujące Oświęcim i Zator (orły z literami O i Z). Taka tarcza używana była właściwie aż do końca monarchii habsburskiej, m.in. na pieczęciach. Herb Galicji i Lodomerii znalazł się również w wielkim herbie Świętego Cesarstwa Rzymskiego w 1790 (bez orłów oświęcimskiego i zatorskiego).
W 1804, po powstaniu Cesarstwa Austrii zmienił się nieco herb Galicji. Błękitna tarcza przedzielona była czerwonym pasem i w polu górnym znalazła się czarna kawka, nawiązująca do historycznego herbu ziemi halickiej, znanego od XV wieku. W polu dolnym nadal znajdowały się trzy korony. Herb Lodomerii był od tego momentu używany tylko w rozbudowanym herbie prowincji – tarcza trójdzielna, w polu górnym Lodomeria, w polach dolnych księstwo oświęcimskie i zatorskie, a na tarczy sercowej Galicja (znalazł się on m.in. na herbie średnim Cesarstwa z 1806).
Do 1806 w herbie wielkim monarchii znalazły się herby symbolizujące tereny tzw. Nowej Galicji – nabytki Habsburgów z III rozbioru. W większości przypadków zachowano dawne herby polskie. Herb kraju koronnego znalazł się w uproszczonych wersjach także na niektórych nowo utworzonych herbach miejskich, m.in. Rudnika nad Sanem.
Nowy herb Galicji i Lodomerii był używany do 1918, a na niektórych pieczęciach nawet w okresie II Rzeczypospolitej; zdeformowane elementy zachowały się i po II wojnie światowej w herbach niektórych miejscowości (np. Mszany Dolnej, gminy Padew Narodowa).

## Galeria
Protoplaści

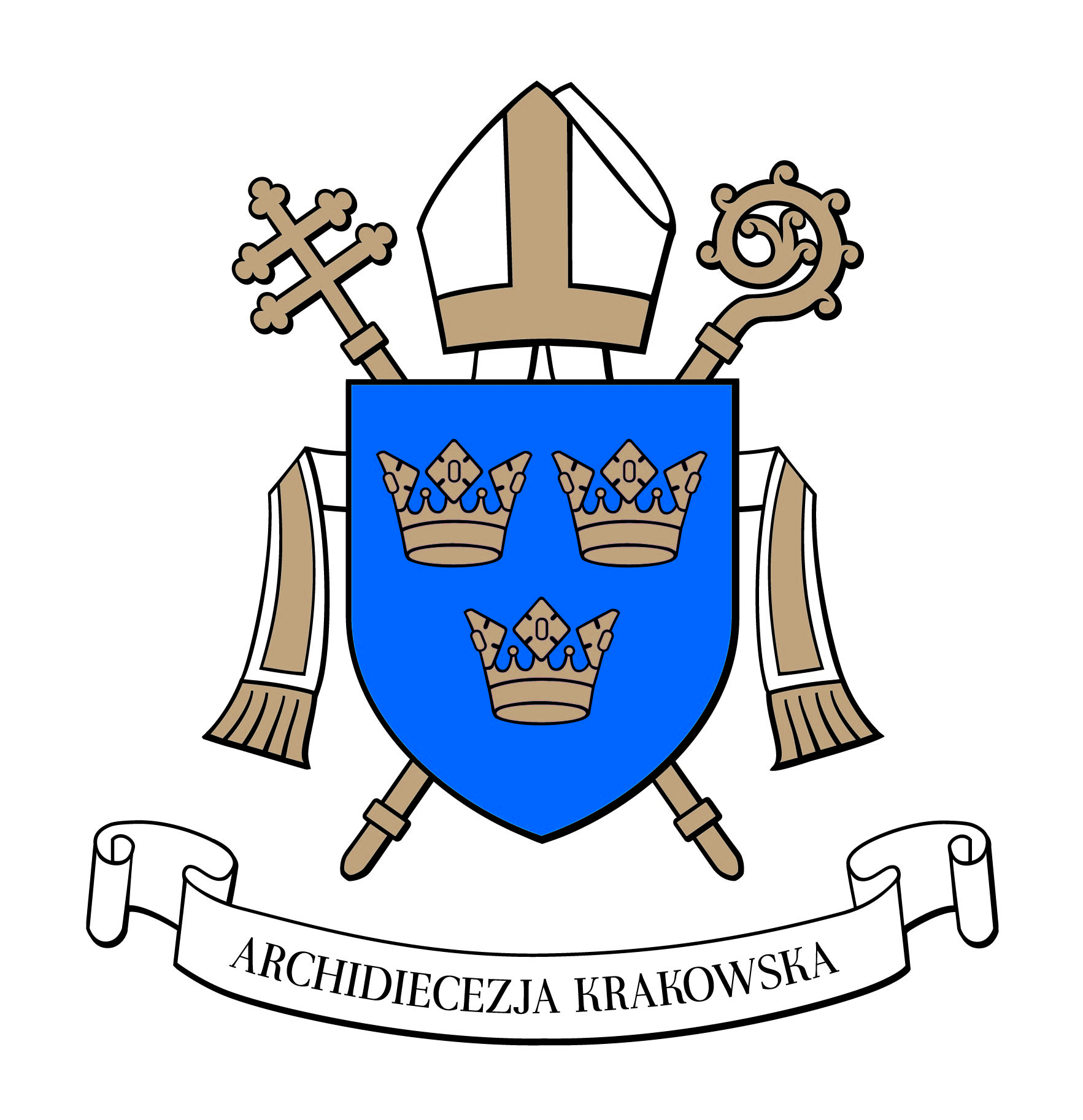
Herb Archidiecezji Krakowskiej
Herb Lodomerii
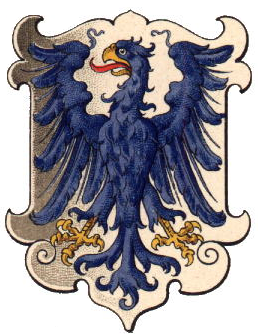
Herb Księstwa Oświęcimskiego
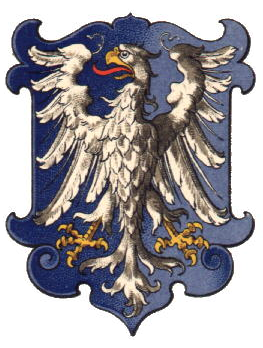
Herb Księstwa Zatorskiego
Herb Księstwa Halickiego

Herb Galicji i Lodomerii w herbie Cesarstwa

Herb z 1777
Herb z 1849

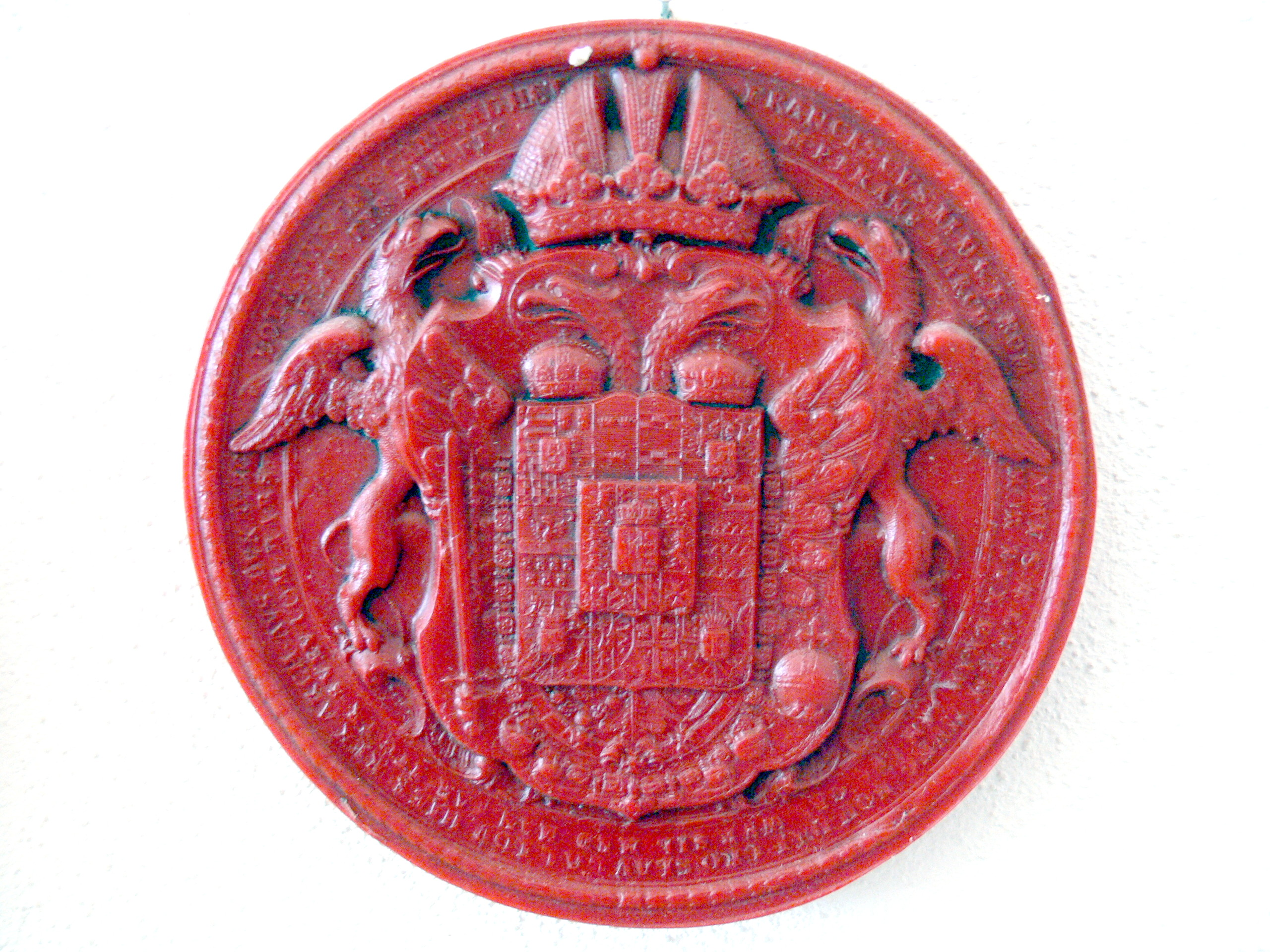
Pieczęć z 1792
Herb z 1805
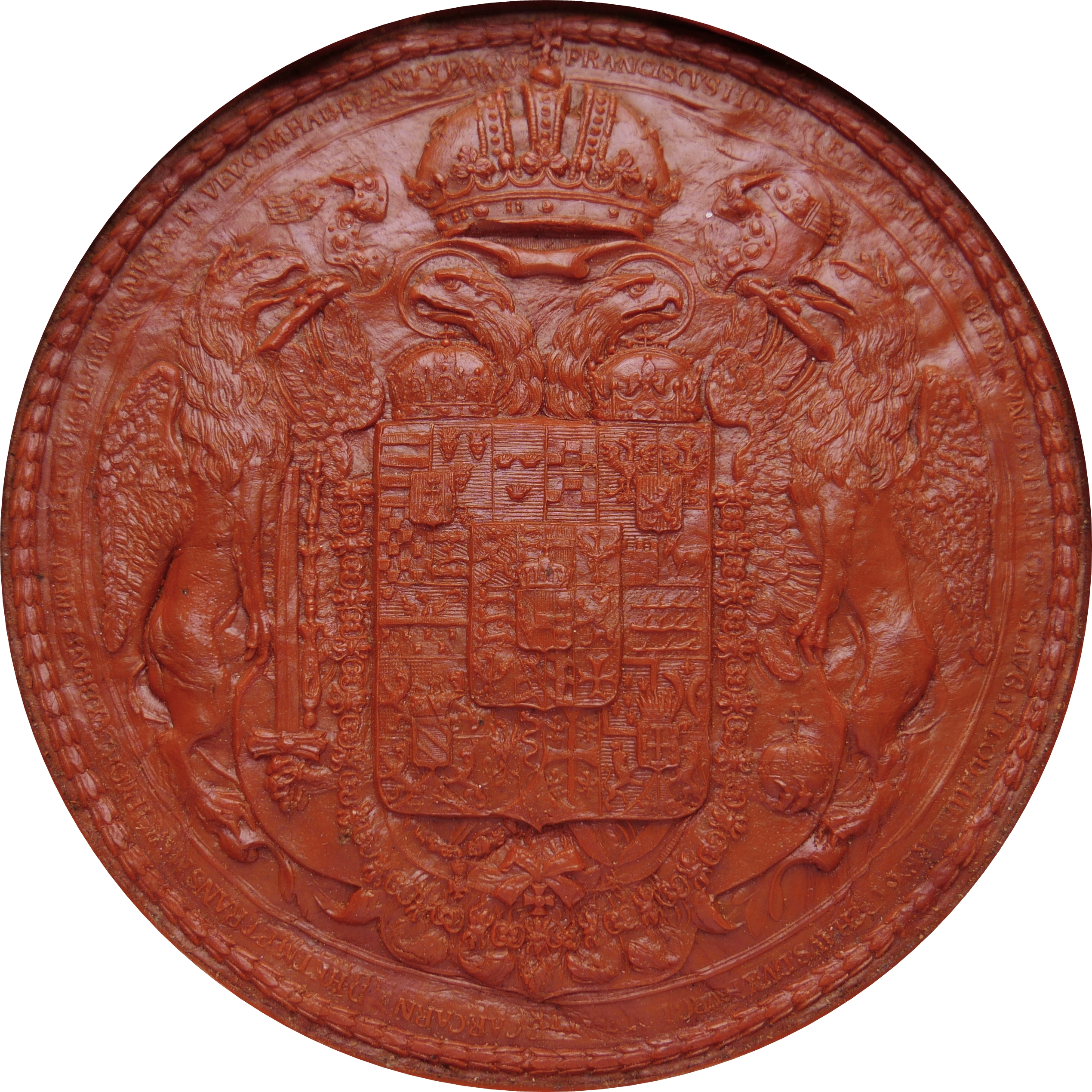
Pieczęć z 1810
Herb z 1846
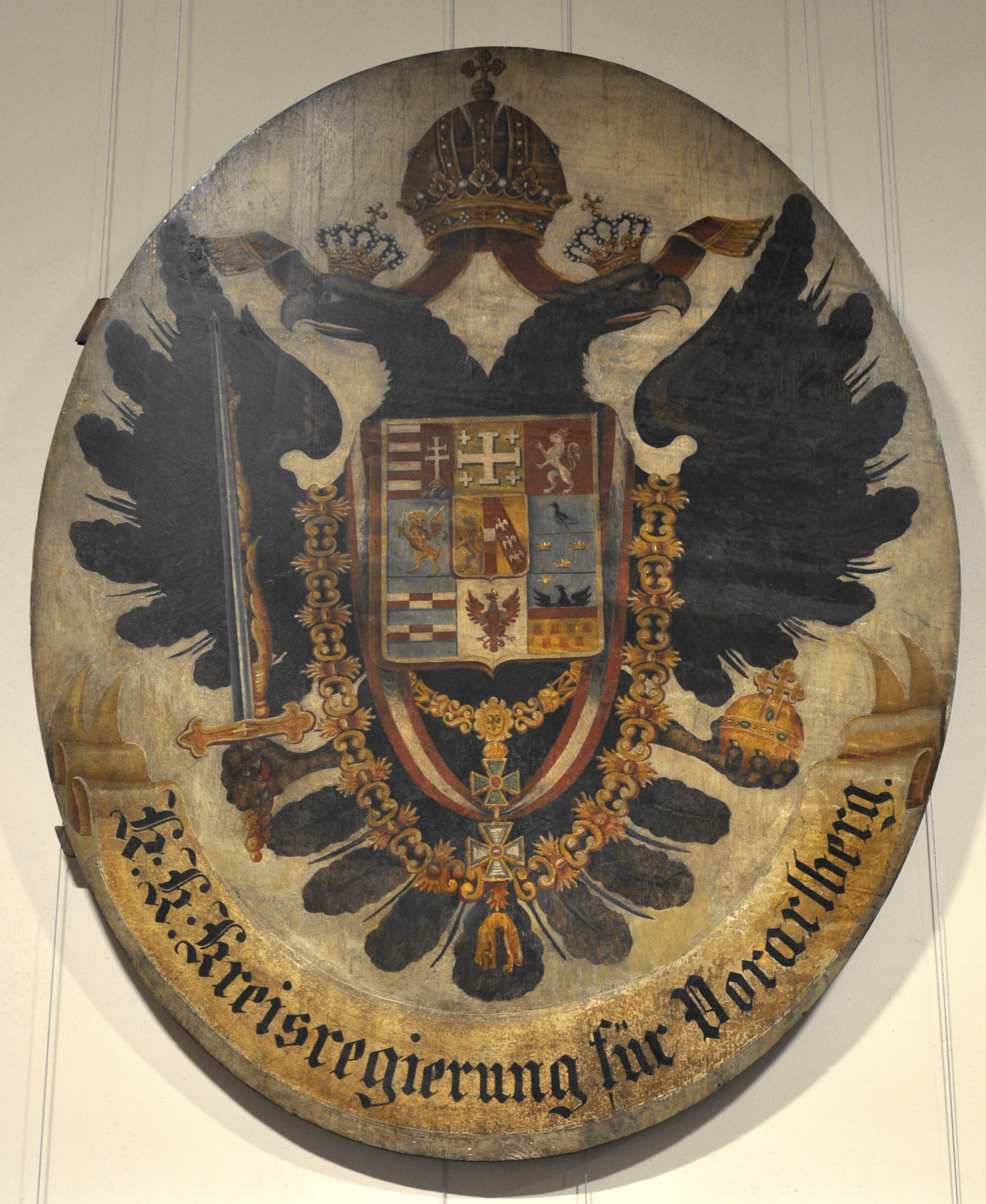
Herb z 1850
Herb z 1867
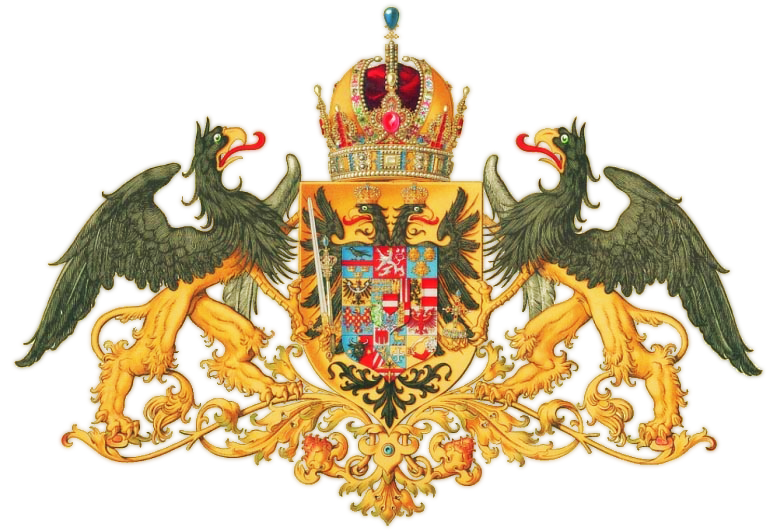
Herb z 1915
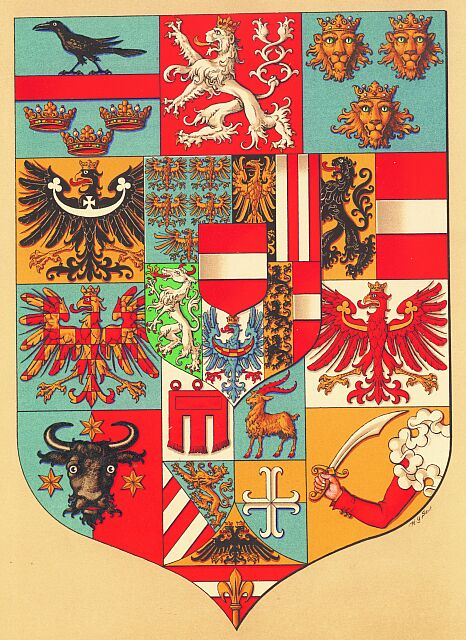
Tarcza sercowa z 1915

Herb Galicji i Lodomerii w herbie Węgier
- Herb z 1777
- Herb z 1849